# وقتی عشق و کینه برخورد می‌کنند
«وقتی عشق و کینه برخورد می‌کنند» تک‌آهنگی از دف لپارد است که در ۲ اکتبر ۱۹۹۵ توسط مرکوری رکوردز منتشر شد.
این تک‌آهنگ در چارت‌های، در رتبه اول و در چارت‌های، اسکاتلند، بریتانیا جزو ده ترانه اول قرار گرفت.